# UTC+6:00
UTC+6 — часовой пояс, применяемый в ряде стран Южной и Северной Азии.

## Круглый год
- Россия (часть):
  - Омское время
    - Омская область
    - Антарктическая станция «Восток»
- Кыргызстан
- Бангладеш
- Бутан (см. Бутанское время)
- Британская Территория в Индийском Океане (Чагос)